# Ndanda
Ndanda ist ein Verwaltungsbezirk (englisch Ward) des Distrikts Masasi in der tansanischen Region Mtwara.

## Geografie
Ndanda liegt im Südosten von Tansania etwa 35 Kilometer Luftlinie nordöstlich der Distrikthauptstadt Masasi. Die Grenze im Norden bildet der Fluss Lukuledi. Der Bezirk grenzt im Norden an Luchelegwa und Nanganga der Region Lindi, im Osten an Nangoo, im Süden an Chilangalanga und im Westen an Mwena. Bei der Volkszählung 2022 lebten 14.328 Menschen in 4330 Haushalten auf einer Fläche von 45 Quadratkilometern.

## Gliederung
Der Bezirk besteht aus fünf Gemeinden (Mtaa) mit 24 Orten (Kitongoji):
| Njenga - Njenga - Tandika - Ndolo - Njenga Juu - Kitunda - Nasuvi | Mpowora - Dodoma - Rahaleo - Mititimo - Zambia - Mchangani | Liputu - Misufini - Ghalani - Mitumbati - Liputu Juu | Tuungane - Ghalani - Maweni - Songambele - Magomeni | Majengo - Mbuyuni - Ikamdobe - Tankini - Kisiwani - Wailesi |

## Infrastruktur
- Bildung: Im Bezirk liegen zwei weiterführende Schulen, die beide staatlich sind. Die Ndanda Secondary School bildet Tages- und Internatsschüler bis zur 6. Stufe aus,[8] die Mwena Secondary School ist eine Tagesschule mit einer Ausbildung bis zur 4. Stufe.[9]
- Gesundheit: Das St. Benedict Ndanda Hospital wurde 1905 von der Kongregation der Missionsbenediktiner von Sankt Ottilien in Deutschland als Missionsstation gegründet. Bereits 1908 wurde mit der Krankenpflege begonnen, 1910 ein kleines Krankenhaus erbaut und 1926 erneuert. Im Jahr 2010 wurde es zum Regionalkrankenhaus erweitert,[10] das mit 30 Ärzten und 120 Krankenschwestern jährlich 80.000 Patienten ambulant und 7000 stationär versorgt.[11]
- Verkehr: Die durch den Bezirk verlaufende asphaltierte Nationalstraße T6 verbindet Masasi im Westen mit Mtwara im Osten.[12]

## Sonstiges
In der Abtei Ndanda lebt eine Gemeinschaft von Benediktinermönchen mit dem Mutterhaus in Sankt Ottilien in Bayern.

## Persönlichkeiten
- Dionys Lindenmeier, Abt von Ndanda bis 2015
- Hugo Grimm, (* 8. Januar 1980), Schauspieler, geboren in Ndanda